# Salvia transsylvanica
Espèce
Classification phylogénétique
Salvia transsylvanica, la Sauge de Transylvanie, est une espèce de plantes à fleurs de la famille des Lamiaceae et du genre Salvia. C'est une plante herbacée endémique de Roumanie.

## Description
La sauge de Transylvanie est une plante herbacée vivace qui atteint une hauteur de 60 à 100 centimètres. Elle forme une racine pivotante et une rosette de feuilles dense avec des diamètres allant jusqu'à 90 cm.
Les feuilles basilaires sont divisées en pétiole et limbe. Le pétiole est relativement long. Le limbe simple est ovale à allongé-lancéolé avec une longueur de 18 à 24 cm et une largeur allant jusqu'à 12 cm avec une base de lame principalement en forme de cœur et une extrémité supérieure pointue. Le bord de la feuille est régulièrement échancré. Le dessus de la feuille est vert foncé et ridée avec une veine centrale claire et le dessous de la feuille est densément couvert de poils blancs. Les tiges poilues glandulaires relativement épaisses, mais plus ou moins molles, ont des feuilles plus petites, à pétiole court ou sessiles.
La période de floraison à l'emplacement naturel s'étend de juin à août. L'inflorescence racémeuse terminale, faiblement ramifiée, dressée à inclinée, se compose de nombreux faux verticilles, distants chacun d'environ 1 cm, portant chacun quatre à six fleurs. Les bractées vertes sont ovales avec une extrémité supérieure pointue d'une longueur d'environ 4 mm.
La fleur hermaphrodite est zygomorphe et quintuple avec un double périanthe. Le calice vert, souvent rougeâtre au sommet, mesure 8 à 9 mm de long. La corolle de 16 à 21 mm de long, bleu foncé à bleu-violet, est à deux lèvres. La lèvre supérieure de la couronne est encapuchonnée. La lèvre inférieure de la couronne à trois lobes avec un lobe moyen large et échancré et des lobes latéraux plus étroits est principalement blanche à l'intérieur avec de nombreux guides de nectar à points bleus.
Les fleurs de la sauge de Transylvanie sont de "vrais labiates" pré-mâles qui offrent du nectar et du pollen. Les abeilles, bourdons et autres abeilles sauvages sont les principaux pollinisateurs.
Le nombre de chromosomes de base est x = 8. Il y a une diploïdie, donc le nombre de chromosomes est 2n = 16.

## Répartition
La sauge endémique de Transylvanie se trouve uniquement du nord au centre de la Roumanie, en particulier dans le plateau de Transylvanie, qui forme la partie orientale de la plaine de Pannonie et a un climat continental tempéré. La sauge de Transylvanie se trouve également dans les Carpates orientales et les Alpes de Transylvanie.
La sauge de Transylvanie est présente principalement dans les prairies sèches sur un sous-sol calcaire et fait partie des associations de prairies calcaires sèches et semi-arides Stipion lessingianae (avec des Stipa) et Cirsio-Brachypodion pinnati (avec des Adonis de printemps, des cirses et des brachypodes pennés) ainsi que partiellement aussi l'association Cynosurion cristati (avec la Cynosurus cristatus). La sauge de Transylvanie habite également la garrigue pannonienne, les forêts de chênes clairs et les pentes des montagnes inclinées vers le sud ou le sud-ouest.

## Usage
La sauge de Transylvanie est rarement utilisée comme plante ornementale. Les grandes rosettes de feuilles et les inflorescences sont considérées comme très attrayantes. La sauge de Transylvanie est polyvalente, par exemple dans les parterres de roses avec des rosiers arbustifs plus grands, des rosiers à grandes fleurs ou des roses sauvages, dans des jardins en pierre avec un sol sec ou sur des espaces ouverts modérément secs aux côtés d'autres plantes vivaces de taille moyenne telles que des variétés d'achillées et d'hémérocalles.
Les extraits de parties aériennes de la sauge de Transylvanie présentent des propriétés antioxydantes, anti-inflammatoires et antimicrobiennes similaires (bien que plus faibles) aux extraits de la sauge officinale. Cependant, les propriétés pharmacologiques de la sauge de Transylvanie ont jusqu'à présent été peu étudiées. Les propriétés antioxydantes sont principalement attribuées aux composés polyphénoliques, en particulier les flavonoïdes rutine et catéchine, qui forment les principaux composants de l'extrait. D'autres composants sont la quercétine, l'épicatéchine, le carvacrol, l'acide chlorogénique, l'acide rosmarinique et l'acide caféique, auxquels divers effets physiologiquement positifs sont attribués.

## Parasitologie
La fleur a pour parasites Thrips hawaiiensis et Haplothrips gowdeyi (sv), le fruit Neaylax salviae (sv), la feuille Golovinomyces salviae.